# Wolke 4
Wolke 4 is een nummer van de Duitse singer-songwriter Philipp Dittberner uit 2015, in samenwerking met de eveneens Duitse producer Marv. Het is de eerste single van Dittberners debuutalbum 2:33.
"Wolke 4" gaat over het leven in een relatie: de romantiek kan snel voorbij zijn, maar als je de routine dan onder de knie kan krijgen, is je relatie geslaagd. Het nummer werd een grote hit in het Duitse taalgebied en haalde de 7e positie in Duitsland. Van het nummer gingen meer dan 600.000 kopieën over de toonbaak, waardoor het drie keer Goud werd in Duitsland.